# دوره دولت‌های شمالی و جنوبی
دولت‌ های شمالی و جنوبی (۶۹۸–۹۲۶ میلادی) در این دوره در تاریخ کره که شیلا و بالهه همزمان در جنوب و شمال شبه جزیره کره، وجود داشته‌اند.

## شیلای متحد
در سال ۶۶۰ میلادی، با کمک امپراتوری تانگ، بکجه را تصرف و ۸ سال بعد با هجوم تمام عیار تانگ، اراضی جنوبی گوگوریو تا مرز شهر پیونگ یانگ را هم تصرف کرد. پس از آن با تانگ وارد جنگ شد و با دفع آنان و سپس خراجگذاری متعاقب توانست دوسوم شبه جزیره کره را تحت تسلط درآورد. حدود ۲۵۰ سال بعد، شیلا سقوط کرد و با سقوط این حکومت، آخرین حکومت از حکومت‌های سه‌گانهٔ کره هم فرو پاشید.

## بالهایی
پس از فروپاشی گوگوریو در سال ۶۶۸ میلادی، نیروهای بازمانده به صورت پراکنده در سرزمین‌های همسایهٔ شبه جزیره حضور داشتند. ته جویونگ به همراه پدرش و بازمانده‌های گوگوریو حزبی برای احیای گوگوریو تشکیل داد. او بعدها برای مبارزه با امپراتوری تانگ با نیروهای خیتان و همچنین خاقانات گوک‌ترک متحد شد. بالهه توسط ته‌جویونگ در سال ۶۹۸ میلادی تأسیس شد. ته‌جویونگ توانست با کمک بازماندگان گوگوریو کشور جدید را که جانشین گوگوریو بود، به وجود آورد. این پادشاه بعد از نابودی گوگوریو مردم را جمع کرده و بالهه را تأسیس نمود. سرانجام حکومت بالهه در سال ۹۲۶ میلادی به دست کشور خیتان فرو پاشید.